# 世界がともだち
『世界がともだち』（せかいがともだち）は、1993年4月6日から1995年3月14日までNHK教育テレビジョンで放送されていた小学校中学年・高学年向けの学校放送（教科：特別活動）である。

## 概要
毎回スタジオに児童50人を集め、彼らに他国の文化を体験させていた番組。子供たちはスタジオで様々な国の遊びや料理を体験したり、子供たちの代表者数人が日本で生活する外国人たちのもとを訪れたときのビデオを鑑賞したりしていた。
番組は1992年12月21日と12月22日にパイロット版を放送した後（いずれも後日に再放送あり）、1993年4月にレギュラー放送を開始した。

## 放送時間
| 期間                         | 放送時間             |
| ---------------------------- | -------------------- |
| 1993年4月6日 - 1995年3月14日 | 火曜日 11:40 - 11:59 |

別の時間帯での再放送あり。

## キャスト

### 出演者
- ヒロコ・グレース
- 蓮舫（パイロット版第2回）
- 立子山博恒（1993年度）
- 三波伸一（1994年度）

### ナレーター
- 柴本浩行

## 放送リスト

### 1993年度
| 回 | タイトル                       | 初回放送日     |
| -- | ------------------------------ | -------------- |
| 1  | フィンランド                   | 1993年04月06日 |
| 2  | ブラジル                       | 1993年04月20日 |
| 3  | ドイツ                         | 1993年05月11日 |
| 4  | モンゴル                       | 1993年05月25日 |
| 5  | イギリス                       | 1993年06月08日 |
| 6  | インド                         | 1993年06月22日 |
| 7  | たんけんたいのおもいでアルバム | 1993年07月06日 |
| 8  | インドネシア                   | 1993年08月31日 |
| 9  | アメリカ                       | 1993年09月14日 |
| 10 | イタリア                       | 1993年09月28日 |
| 11 | トルコ                         | 1993年10月12日 |
| 12 | オーストラリア                 | 1993年10月26日 |
| 13 | ケニア                         | 1993年11月09日 |
| 14 | オランダ                       | 1993年11月25日 |
| 15 | たんけんたいのおもいでアルバム | 1993年12月07日 |
| 16 | スペイン                       | 1994年01月11日 |
| 17 | タイ                           | 1994年01月25日 |
| 18 | フランス                       | 1994年02月08日 |
| 19 | 中国                           | 1994年02月22日 |
| 20 | たんけんたいのおもいでアルバム | 1994年03月07日 |

### 1994年度
| 回 | タイトル                       | 初回放送日     |
| -- | ------------------------------ | -------------- |
| 1  | ロシア                         | 1994年04月05日 |
| 2  | ノルウェー                     | 1994年04月19日 |
| 3  | チリ                           | 1994年05月10日 |
| 4  | アイルランド                   | 1994年05月24日 |
| 5  | エジプト                       | 1994年06月07日 |
| 6  | マレーシア                     | 1994年06月21日 |
| 7  | たんけんたいのおもいでアルバム | 1994年07月05日 |
| 8  | 韓国                           | 1994年08月30日 |
| 9  | ハンガリー                     | 1994年09月13日 |
| 10 | カナダ                         | 1994年09月27日 |
| 11 | メキシコ                       | 1994年10月11日 |
| 12 | ベトナム                       | 1994年10月25日 |
| 13 | スイス                         | 1994年11月08日 |
| 14 | タンザニア                     | 1994年11月22日 |
| 15 | たんけんたいのおもいでアルバム | 1994年12月06日 |
| 16 | ポーランド                     | 1995年01月10日 |
| 17 | アルゼンチン                   | 1995年01月24日 |
| 18 | バングラデシュ                 | 1995年02月07日 |
| 19 | オーストリア                   | 1995年02月21日 |
| 20 | たんけんたいのおもいでアルバム | 1995年03月07日 |